# Wilmington, Delaware
För andra betydelser, se Wilmington.
Wilmington är den största staden i den amerikanska delstaten Delaware med en yta av 44,1 kvadratkilometer och en befolkning som uppgår till cirka 72 000 invånare (2003), varav cirka 56 procent afroamerikaner. Av befolkningen lever cirka 21 procent under den amerikanska fattigdomsgränsen.
Staden, som är en hamnstad vid Delawarefloden och dess biflod Christina (namngiven efter den svenska drottningen), är belägen i den nordligaste delen av delstaten, drygt 40 kilometer (25 miles) söder om Philadelphia. Wilmington är ett betydande finansiellt centrum. 
På platsen för Wilmington låg tidigare Fort Christina, det viktigaste fortet i den år 1638 etablerade svenska kolonin Nya Sverige. Sedan brittiska kolonisatörer börjat slå sig ned i området fick staden 1738 namnet Wilmington, efter Spencer Compton, 1:e Earl av Wilmington. På platsen för fortet finns idag en park invigd 1938 med minnesmärket Delawaremonumentet utfört av Carl Milles. Nya Sverigeminnet är levande i Wilmington, som även har en kyrka från svensktiden, Old Swede's Church. Vid floden Christina har en kopia av fartyget Kalmar nyckel, byggt av sjöfartsentusiaster, sin hemmahamn. Wilmingtons flagga är i princip identisk med den svenska flaggan, så när som på ett sigill som är placerat i korsets mitt. Wilmington är vänort till Kalmar.